# NGC 1181
NGC 1181 este o galaxie spirală situată în constelația Eridanul. A fost descoperită în 31 decembrie 1885 de către Francis Leavenworth. Se află la o distanță de 88,31 de megaparseci de Pământ.